# Distrito de Frisinga
El Distrito de Frisinga (Landkreis Freising) es un distrito rural ubicado en Baviera, Alemania.

## Contexto geográfico
Limita con los distritos de Kelheim, Landshut, Erding, Múnich, Dachau y Pfaffenhofen. El distrito está ubicado al norte del área metropolitana de Múnich. Los ríos Isar y Amper circulan en paralelo del sudoeste a noreste por el distrito. Al norte de estos ríos está el Hallertau, una región de colinas principalmente utilizada para cultivos.

## Historia
En tiempos del Sacro Imperio Romano Germánico, el Obispado de Frisinga fue un Estado Imperial eclesiástico gobernado por príncipes-obispos. En 1803, cuando los estado del clero alemanes fueron disueltos en el proceso de Mediatización y Secularización alemanas, la región fue anexada al Reino de Baviera.

## Escudo
El escudo muestra:
- El cuadriculado Azul y Blanco de Baviera.
- La rosa del escudo del condado medieval de Moosburg.
- La "Cabeza de moro de Frisinga"

### La "Cabeza de moro de Frisinga"
Es un controvertido cargo en el escudo, que podría representar a varias personas diferentes:
- Uno de los tres reyes magos (uno de ellos se muestra como un moro)
- Santos que eran, o probablemente fueron, moros
- San Mauricio
- San Zeno
- San Sigmundo (mezclado con San Mauricio)
- San Corbiniano, que no era un moro, pero su ilustraciones se han hecho más oscuras con el paso del tiempo.
- Otra persona o significado se perdió en el tiempo

Es importante remarcar que la corona en la cabeza del moro, probablemente indicaba que el territorio del obispo de Freising era autónomo.

## Pueblos y Municipios
| Ciudades | Municipios | |
| --- | --- | --- |
| 1. Frisinga, Gran ciudad de distrito 2. Moosburg an der Isar Ciudades-Mercado (Markte) 1. Au in der Hallertau 2. Nandlstadt | 1. Allershausen 2. Attenkirchen 3. Eching 4. Fahrenzhausen 5. Gammelsdorf 6. Haag an der Amper 7. Hallbergmoos 8. Hohenkammer 9. Hörgertshausen 10. Kirchdorf an der Amper | 1. Kranzberg 2. Langenbach 3. Marzling 4. Mauern 5. Neufahrn bei Freising 6. Paunzhausen 7. Rudelzhausen 8. Wang 9. Wolfersdorf 10. Zolling |

### Mancomunidades (Verwaltungsgemeinschaften)
1. Allershausen
(municipios Allershausen y Paunzhausen)
2. Mauern
(municipios Gammelsdorf, Hörgertshausen, Mauern y Wang)
3. Zolling
(municipios Attenkirchen, Haag a.d.Amper, Wolfersdorf y Zolling)